# Eragrostis duricaulis
Eragrostis duricaulis là một loài thực vật có hoa trong họ Hòa thảo. Loài này được B.S.Sun & S.Wang mô tả khoa học đầu tiên năm 1998.